# Bankowy tytuł egzekucyjny
Bankowy tytuł egzekucyjny (b.t.e., BTE) – specjalny, pozasądowy tytuł egzekucyjny stwierdzający istnienie wymagalnej wierzytelności banku wobec osoby, która bezpośrednio dokonała z nim czynności bankowej lub która była dłużnikiem banku z tytułu zabezpieczenia wierzytelności banku wynikającej z czynności bankowej i złożyła pisemne oświadczenie o poddaniu się egzekucji oraz gdy roszczenie objęte tytułem wynikało bezpośrednio z tej czynności bankowej lub jej zabezpieczenia.
Bankowy tytuł egzekucyjny mógł być także podstawą egzekucji przeciwko osobie trzeciej, gdy osoba ta przejęła dług wynikający z czynności bankowej, o której mowa wcześniej. Bankowy tytuł egzekucyjny mógł zostać wystawiony na podstawie ksiąg banków lub innych dokumentów związanych z dokonywaniem czynności bankowych. Bank po spełnieniu określonych wymogów mógł wystąpić do sądu o nadanie tytułowi egzekucyjnemu klauzuli wykonalności. Po nadaniu przez sąd klauzuli wykonalności b.t.e. stawał się tytułem wykonawczym i był podstawą wszczęcia egzekucji sądowej przez komornika.
Instytucja bankowego tytułu egzekucyjnego istniała w pierwszej wersji ustawy z dnia 29 sierpnia 1997 r. – Prawo bankowe. W 2015 Trybunał Konstytucyjny orzekł, że przepisy o b.t.e. są niezgodne z Konstytucją i tracą moc obowiązującą 1 sierpnia 2016.

## Prawo polskie

### Podmioty uprawnione do wystawienia
Podmioty uprawnione do wystawienia bankowego tytułu egzekucyjnego:
- bank (podmiot zdefiniowany w art. 2 pr. bank. i wykonujący czynności bankowe), bank hipoteczny (wynika to z art. 10 ustawy o listach zastawnych i bankach hipotecznych[3]), bank będący spółdzielnią (nie dotyczy to spółdzielczych kas oszczędnościowo-kredytowych), bank zagraniczny;
- instytucja kredytowa mająca siedzibę na terytorium jednego z państw członkowskich UE, która spełniła wymagania wymienione w art. 48 i n. pr. bank.;
- syndyk masy upadłości banku[4];
- Narodowy Bank Polski w zakresie dokonywania przez niego czynności bankowych określonych w art. 5 pr. bank.

### Warunki wystawienia
Aby b.t.e. mógł zostać wystawiony, musiały zostać spełnione następujące warunki:
- roszczenie objęte b.t.e. wynikało bezpośrednio z czynności bankowej i było wymagalne,
- dłużnikiem była osoba, która bezpośrednio z bankiem dokonała czynności bankowej (art. 97 ust. 1 pr. bank., z pewnymi wyjątkami – art. 98 pr. bank.);
- dłużnik złożył pisemne oświadczenie o poddaniu się egzekucji.

Inne przesłanki wystawienia b.t.e istniały w przypadku osób, które ustanowiły zabezpieczenie na rzecz banku (nie dokonały czynności bankowej) i wówczas musiały zostać spełnione następujące warunki:
- zabezpieczona wierzytelność wynikało bezpośrednio z czynności bankowej i dłużnik nie spłacił jej w terminie;
- roszczenie objęte b.t.e. wynikało bezpośrednio z umowy o ustanowienie zabezpieczenia;
- osoba ustanawiająca zabezpieczenie złożyła pisemne oświadczenie o poddaniu się egzekucji.

Wierzytelność banku objęta b.t.e. musiała być pieniężna lub dotyczyć wydania rzeczy ruchomej, na której ustanowiony został zastaw rejestrowy lub której własność została przeniesiona na bank w celu zabezpieczenia wierzytelności.

### Nadanie klauzuli wykonalności
Sąd nadawał b.t.e. klauzulę wykonalności, jeżeli:
1. bankowy tytuł egzekucyjny został wystawiony w terminie określonym w oświadczeniu dłużnika o poddaniu się egzekucji oraz na kwotę nieprzewyższającą kwoty podanej w tym oświadczeniu;
2. bankowy tytuł egzekucyjny odpowiadał wymogom formalnym określonym w art. 96 ust. 2 pr. bank.;
3. bank dołączył do wniosku o nadanie klauzuli wykonalności wymagane prawem dokumenty (np. dokumenty wykazujące przejęcie długu pierwotnego dłużnika, przejęcie obowiązku świadczenia na rzecz spadkobierców lub w wyniku przekształcenia osoby prawnej, obrazujące fakt pozostawania dłużnika banku w związku małżeńskim.).

Właściwym do nadania klauzuli wykonalności był sąd rejonowy ogólnej właściwości dłużnika. Wniosek banku o nadanie b.t.e. klauzuli wykonalności powinien był czynić zadość wymogom pisma procesowego. Powinien był być do niego dołączony oryginał b.t.e. oraz pismo zawierające oświadczenie dłużnika o poddaniu się egzekucji. Ponieważ postępowanie o nadanie klauzuli wykonalności było formalne, sąd nie mógł w jego trakcie badać podstawy prawnej, z której wynikało roszczenie objęte b.t.e. Dlatego sąd nie był raczej uprawniony do żądania od banku przedstawienia umowy, z której wynikało dochodzone przez niego roszczenie. Sąd sprawdzał natomiast, czy wskazana w treści b.t.e. czynność prawna, z której wynika roszczenie dochodzone przez bank, należała do czynności bankowych.
Postanowienie o nadaniu klauzuli wykonalności b.t.e. powinno było zostać wydane w terminie trzech dni od dnia złożenia wniosku. Na postanowienie sądu o nadaniu klauzuli wykonalności i na odmowę nadania klauzuli wykonalności b.t.e. przysługiwało zażalenie. Samo wystawienie b.t.e. nie przerywało biegu przedawnienia. Skutek taki następował dopiero wraz ze złożeniem wniosku o nadanie mu klauzuli wykonalności.

### Oświadczenie o poddaniu się egzekucji
W oświadczeniu (zwanym też umowną klauzulą egzekucyjną) dłużnik powinien był określić termin, do którego bank może wystąpić o nadanie b.t.e. klauzuli wykonalności i maksymalną kwotę, do której dłużnik poddawał się egzekucji. Kwota ta mogła być wyższa lub niższa od kwoty zaciąganego przez dłużnika zobowiązania. Jeżeli oświadczenie egzekucyjne dotyczyło egzekucji wydania rzeczy, powinno ono było określać tę rzecz i ostateczny termin wystawienia przez bank b.t.e. Oświadczenia egzekucyjne generalne (in blanco), odnoszące się do jakichkolwiek wierzytelności banku nieokreślonych jeszcze w chwili składania oświadczenia były niedopuszczalne, nawet gdyby w oświadczeniu podano maksymalną sumę egzekucji i końcowy termin wystawienia b.t.e.

### Orzeczenie o niezgodności z Konstytucją RP i zniesienie
14 kwietnia 2015 Trybunał Konstytucyjny orzekł, że przepisy Prawa bankowego pozwalające bankom na wystawianie bankowych tytułów egzekucyjnych oraz na wszczynanie na ich podstawie postępowania egzekucyjnego – art. 96 ust. 1 oraz art. 97 ust. 1 pr. bank. – naruszają konstytucyjną zasadę równości. Trybunał orzekł, że wskazane przepisy prawa bankowego tracą moc obowiązującą 1 sierpnia 2016 r.
25 września 2015 r. Sejm przyjął ustawę znoszącą instytucję bankowego tytułu egzekucyjnego. Ustawa została ogłoszona w Dzienniku Ustaw i weszła w życie po upływie 14 dni od dnia ogłoszenia. W konsekwencji wyroku TK i przyjętej ustawy posługiwanie się aktualnie dawnymi bankowymi tytułami egzekucyjnymi w nadal zawisłych postępowaniach cywilnych jest traktowane jedynie jako posłużenie się dowodem wystawionym przez tylko jedną ze stron procesu i nie tworzy szczególnych skutków procesowych, z jakimi dotąd wiązało się posługiwanie się bankowymi tytułami egzekucyjnymi.